# 大叶黑桫椤
大叶黑桫椤（学名：Alsophila gigantea）也称大黑桫椤、大桫椤、多脉黑桫椤，为桫椤科桫椤属下的一个变种。